# Valerianella radiata
Valerianella radiata är en kaprifolväxtart som först beskrevs av Carl von Linné, och fick sitt nu gällande namn av Dufr. Valerianella radiata ingår i släktet klynnen, och familjen kaprifolväxter. Inga underarter finns listade i Catalogue of Life.

## Bildgalleri

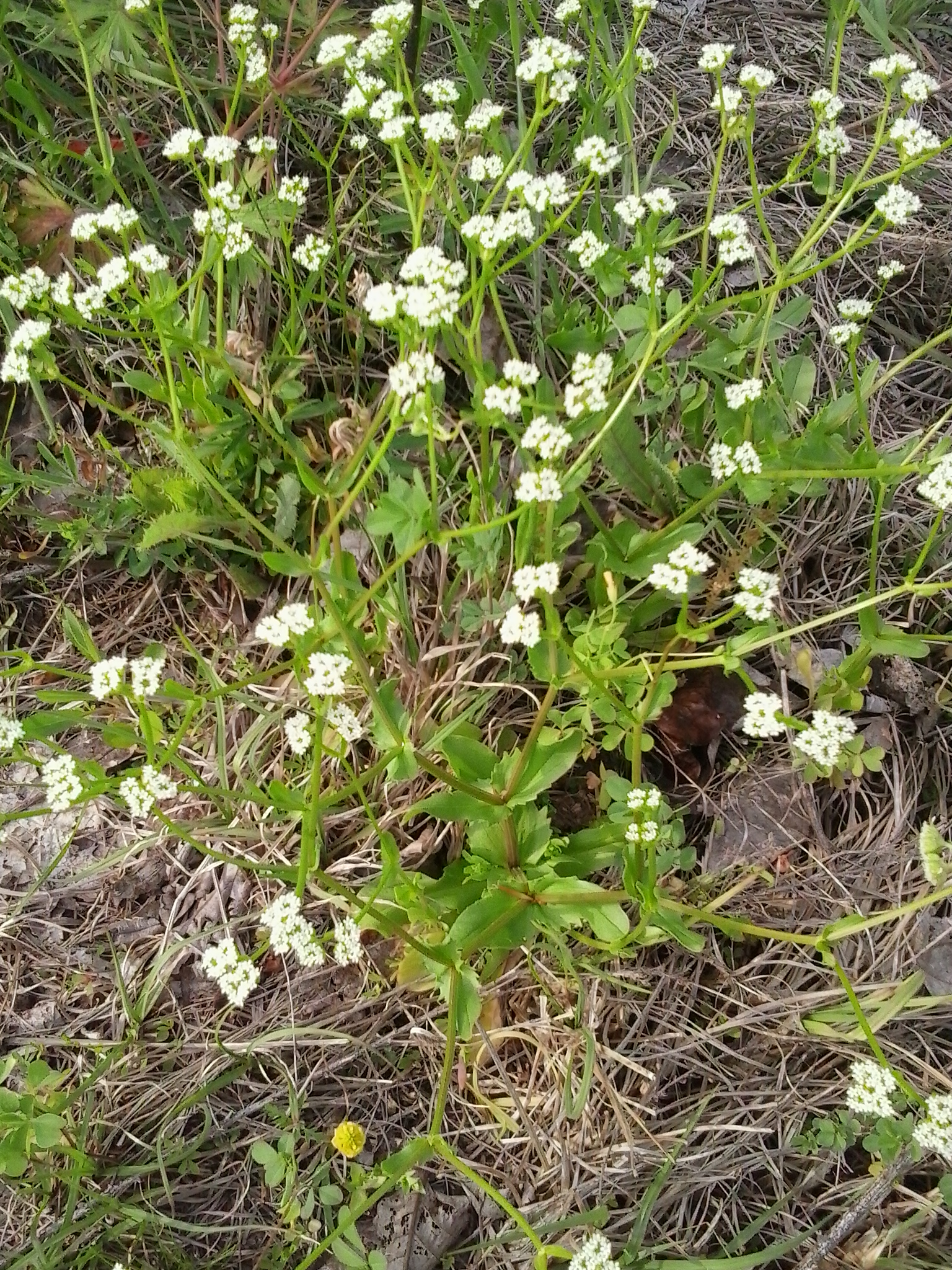